# Acraea braesioides
Acraea braesioides är en fjärilsart som beskrevs av Wichgraf 1914. Acraea braesioides ingår i släktet Acraea och familjen praktfjärilar. Inga underarter finns listade i Catalogue of Life.